# Kawabata Makoto
Kawabata Makoto (河端一?) es un músico japonés y miembro fundador de la banda Acid Mothers Temple. Formó parte de una formación de Gong cuando Acid Mothers Temple y Gong se fusionaron brevemente en un solo grupo.

## Carrera en bandas
Kawabata es principalmente famoso por su liderazgo en Acid Mothers Temple y sus variantes; sin embargo, también ha tocado en muchas otras bandas desde el inicio de su carrera a finales de los años 1970. Algunas de estas bandas son:
- Baroque Bordello
- Toho Sara
- Erochika
- Tsurubami
- Musica Transonic
- Mainliner
- Mothers of Invasion
- Nishinihon
- Floating Flower

## Discografía en solitario
Además de los numerosos discos grabados con bandas, Kawabata Makoto tiene una extensa discografía en solitario. Sus lanzamientos principales son:
- The 'Private Tapes' series (1999-2004)
- Inui.1 (2000)
- Inui.2 (2000)
- I'm in Your Inner Most (2001)
- Hosanna Mantra (2007)
- Inui.4 (2007)
- We're one-sided lovers each other's (2013) (Bam Balam.records)

## Filosofía musical
En 2000, Kawabata escribió: «La música, para mí, no es algo que yo creo ni una forma de autoexpresión. Todo tipo de sonidos existen en todas partes a nuestro alrededor, y mis actuaciones consisten únicamente en captar estos sonidos, como un sintonizador de radio, y reproducirlos para que la gente pueda oírlos.»
«Cuando era niño, realmente amaba a Ritchie Blackmore; no tanto su estilo con la guitarra, solo me gustaba su apariencia, su atmósfera en el escenario. Siempre estaba de este lado [derecha], también la stratocaster, y ropa negra, y muy agresivo [jugando]. Realmente me encantó esa apariencia, por eso me visto solo de negro. Además, ¡es fácil de coordinar!».